# フレックス・ウィラー

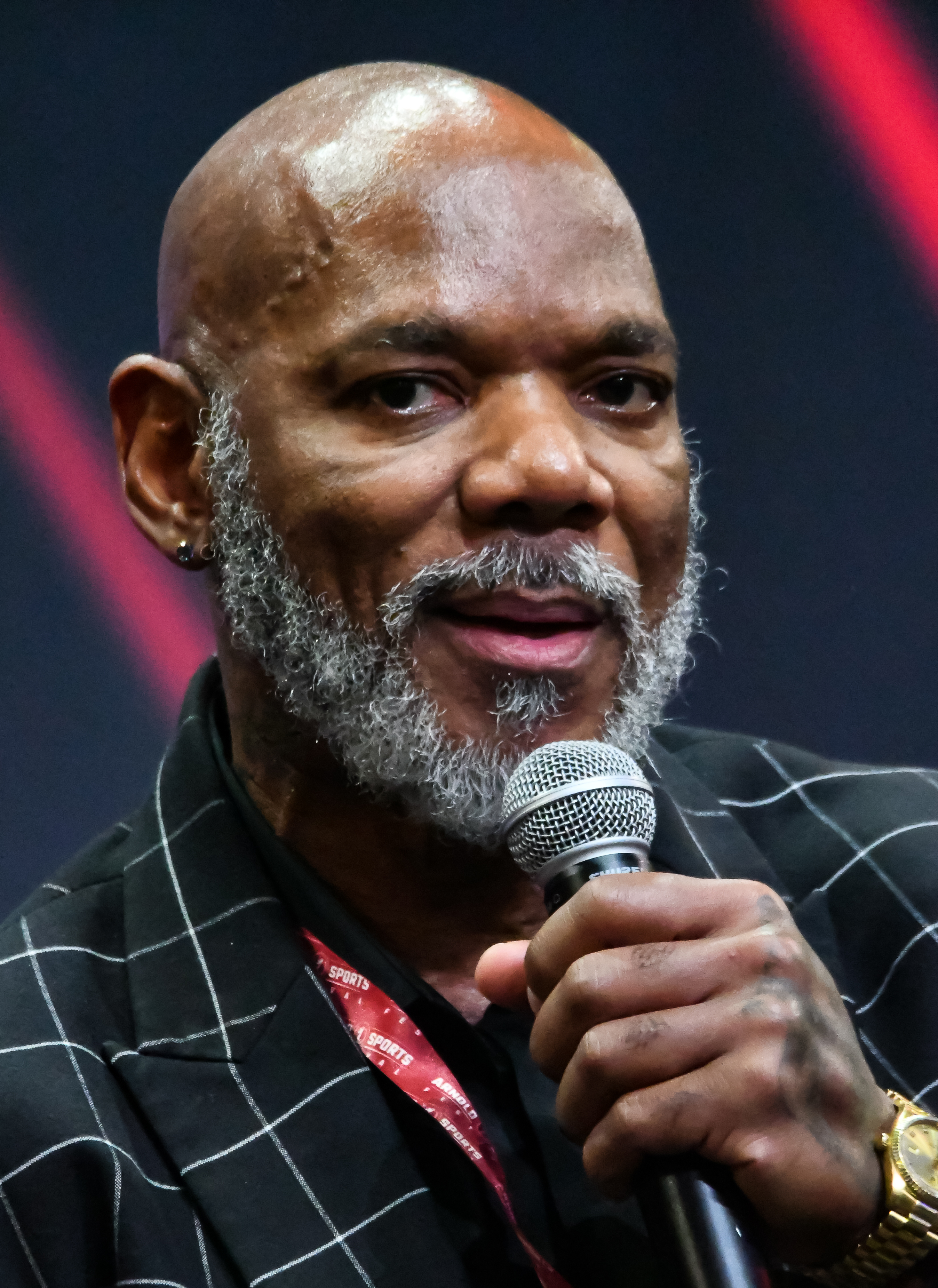

ケネス・ウィラー（Kenneth Wheeler, 1965年8月23日 - ）は、アメリカ合衆国カリフォルニア州フレズノ出身の、1980年代から2000年代前半に活躍したボディビルダー。愛称はフレックス・ウィラー("Flex" Wheeler)。

## 来歴
カリフォルニア州フレズノの貧困地区に生まれたウィラーは親から虐待を受けて育ち、当時は自殺も考えたという。加えて、失読症により学校の勉強についていくことができなかったばかりか文字を読むこともままならなかった。
一方スポーツは得意で、10代になると合気道などの武道を始めるようになり、武道のトレーニングの一環としてウエイトトレーニングも始めた。
高校卒業後に警察官として勤務を開始するが、ボディビルに専念するために短期間で退職。
1983年にボディビルデビューを果たすが、1992年のIFBBプロカード取得。
1994年に交通事故に巻き込まれ、身体の一部に麻痺が残った。1997年には所持していた車を盗難される被害に遭った。
苦難が続いたことから一時期はうつ状態となったが、その後復帰を果たし、アーノルドクラシックで優勝を果たす活躍を見せた。
1999年、巣状糸球体硬化症が腎臓病にまで発展し、これがきっかけとなり2003年、「Ironman Pro Invitational」という大会を最後に現役を引退。
最高位はミスター・オリンピア2位(1993年、1998年、1999年)。
引退後は腎臓病の影響で血流が悪化し、右足が壊死寸前の状態になり、2019年に膝から下を切断。

## 人物
基本に忠実なトレーニングを行い、バルクアップだけでなく筋力向上のために、高重量低回数のトレーニングに積極的に取り組んだ。
食事は1日5回の高たんぱくな食事を心掛けた。